# Magdalenka (województwo kujawsko-pomorskie)
Magdalenka (niem. Magdalenowo, 1942–1945 Magdalenenhof) – wieś sołecka w Polsce, położona w województwie kujawsko-pomorskim, w powiecie bydgoskim, w gminie Dobrcz.

## Historia
W dniach 26-27 stycznia 1945 roku pod Magdalenką doszło do walk między żołnierzami z 8 Pułku Piechoty 1 Armii Wojska Polskiego a oddziałami niemieckimi, skutkujące zdobyciem miejscowości i zakończeniem władzy reżimu III Rzeszy na terenie miejscowości.
W latach 1975–1998 miejscowość administracyjnie należała do województwa bydgoskiego. 
Mieszkańcem wsi jest Sebastian Filipek-Kaźmierczak, były wiceminister rolnictwa.
Według danych Urzędu Gminy Dobrcz (31 grudnia 2023 r.) sołectwo Magdalenka liczyło 353 mieszkańców.
| Miejscowość | Liczba mieszkańców |
| ----------- | ------------------ |
| Magdalenka  | 123                |
| Marcelewo   | 68                 |
| Pyszczyn    | 162                |

| SIMC    | Nazwa      | Rodzaj  |
| ------- | ---------- | ------- |
| 0084400 | Magdalenka | wieś    |
| 0084416 | Marcelewo  | kolonia |
| 0084422 | Pyszczyn   | wieś    |